# 佐毘売山神社 (大田市)
佐毘売山神社（さひめやまじんじゃ）は、島根県大田市大森町の石見銀山（大森銀山）の中に鎮座する神社。祭神は金山彦命。世界遺産「石見銀山遺跡とその文化的景観」の一部である。

## 概要
さひめ山とは、三瓶山の古名。神亀3年（726年）に朝廷の命令で、三瓶山に改名させられたとされる。三瓶山は、古代出雲や物部氏に関係が深い山とされている。
佐比売山という漢字を使う神社も含めて、「さひめやま」と称する神社は大田市周辺に7社、益田市に1社ある。また、物部神社の境内末社である一瓶社にも佐比売山三瓶大明神が祀られている。
「さひめ」の『さ』は穀物霊や、鉄を表しているとの説がある。別名は山神社といい、鉱夫や里人からは「山神（さんじん）さん」と呼ばれていた。
当神社は、元々、金山姫・埴山姫・木花咲耶姫の三女神を祭った姫山神社であったが、永享6年（1434年）室町幕府第六代将軍 足利義教の命で、領主の大内氏が、石見国 美濃郡益田村（現在の益田市）から金山彦命を勧請して、同時に大山祇命も合祀し、五社大権現と称したという説と、領主の大内氏によって大永年間に建立されたとの説がある。
石見銀山の坑道の1つである龍源寺間歩の出口の約200m東に位置する。東南方向に100段の石段を上がると、巨石の上に社殿が鎮座している。石段に向かって左の谷を出土谷、右の谷を昆布山谷と言い、龍源寺間歩出口のある場所を含めた、川の流れる背後を栃畑谷と言う。
拝殿の重層屋根は天領の神社である格式を示しているという。
境内から北方向に要害山の山吹城跡が望まれる。
また、大永年間に銀山開発を行った博多の豪商　神屋寿禎（かみやじゅてい：神谷寿貞　等とも書かれる。）が導入した灰吹法（青金と呼ばれた鉛を使って銀回収の歩留まりを上げる当時最先端の冶金方法。鉛を使用する方法は、銅中の銀を回収する方法である南蛮絞り《南蛮吹き》にも応用された。）は、この付近で初めて導入されたとされる。灰吹法を伝えた渡来人　慶寿（けいじゅ：桂寿とも書く。出身国には諸説ある。）は出土谷に滞在していた、との伝承がある。
寿禎に従って銀山に入り、内紛で殺され、祟ったとされる鉱夫の於紅孫右衛門も神社に祀られている。
神社としては珍しいことだが、社殿は西北風（あなじ）が吹いてくる北西に向かって鎮座している。益田市乙子町にある同名の佐毘売山神社も比礼振山の山頂付近に北西向きで鎮座している。また、同神社も、美濃国中山南宮神社（南宮大社？）から寛平5年（893年）、金山彦命が勧請され、同時に大山祇命も合祀し、従来の三姫神社を五社大権現と称したとの伝承がある。

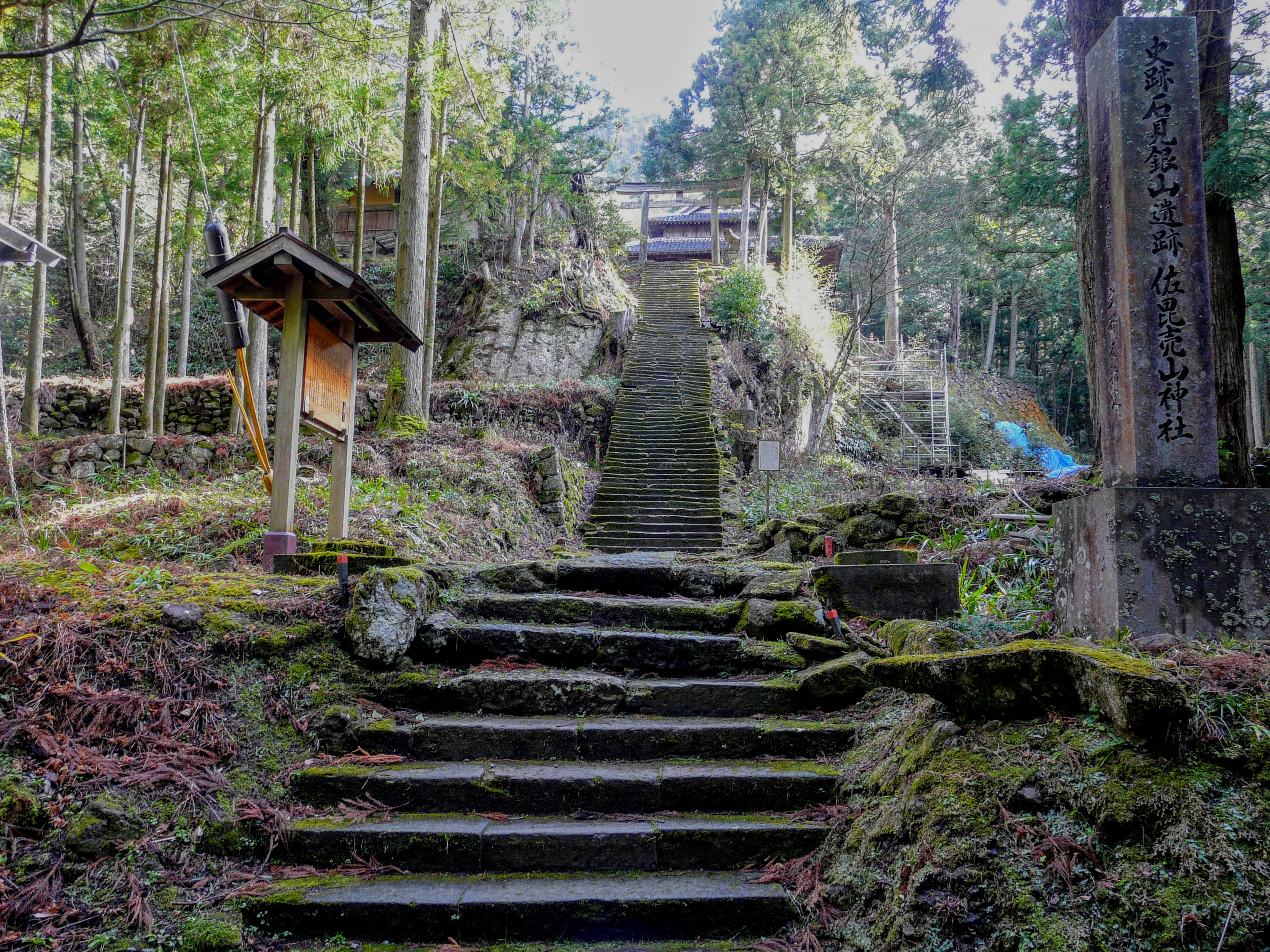
参道石段
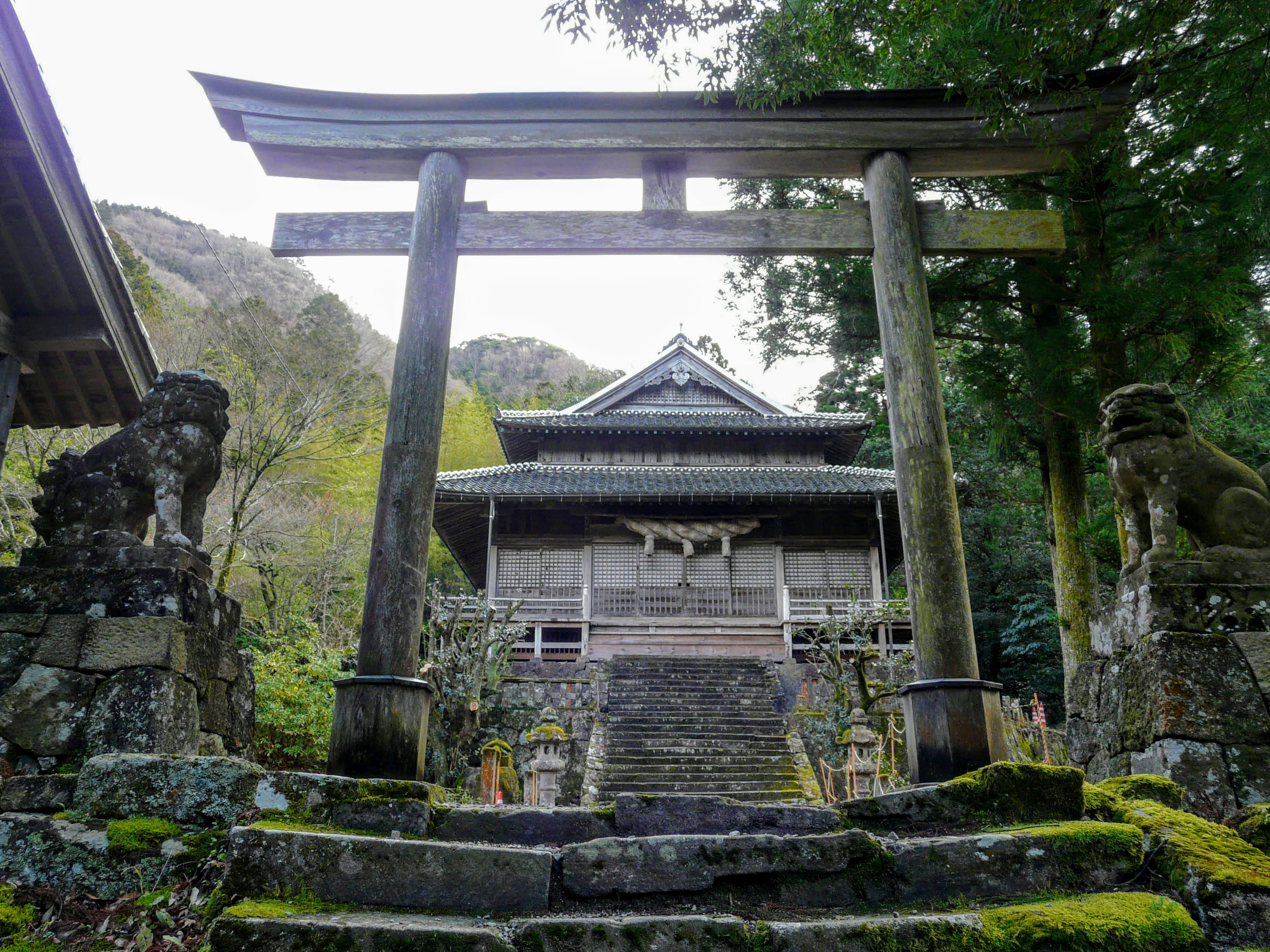
石段上部の鳥居と拝殿
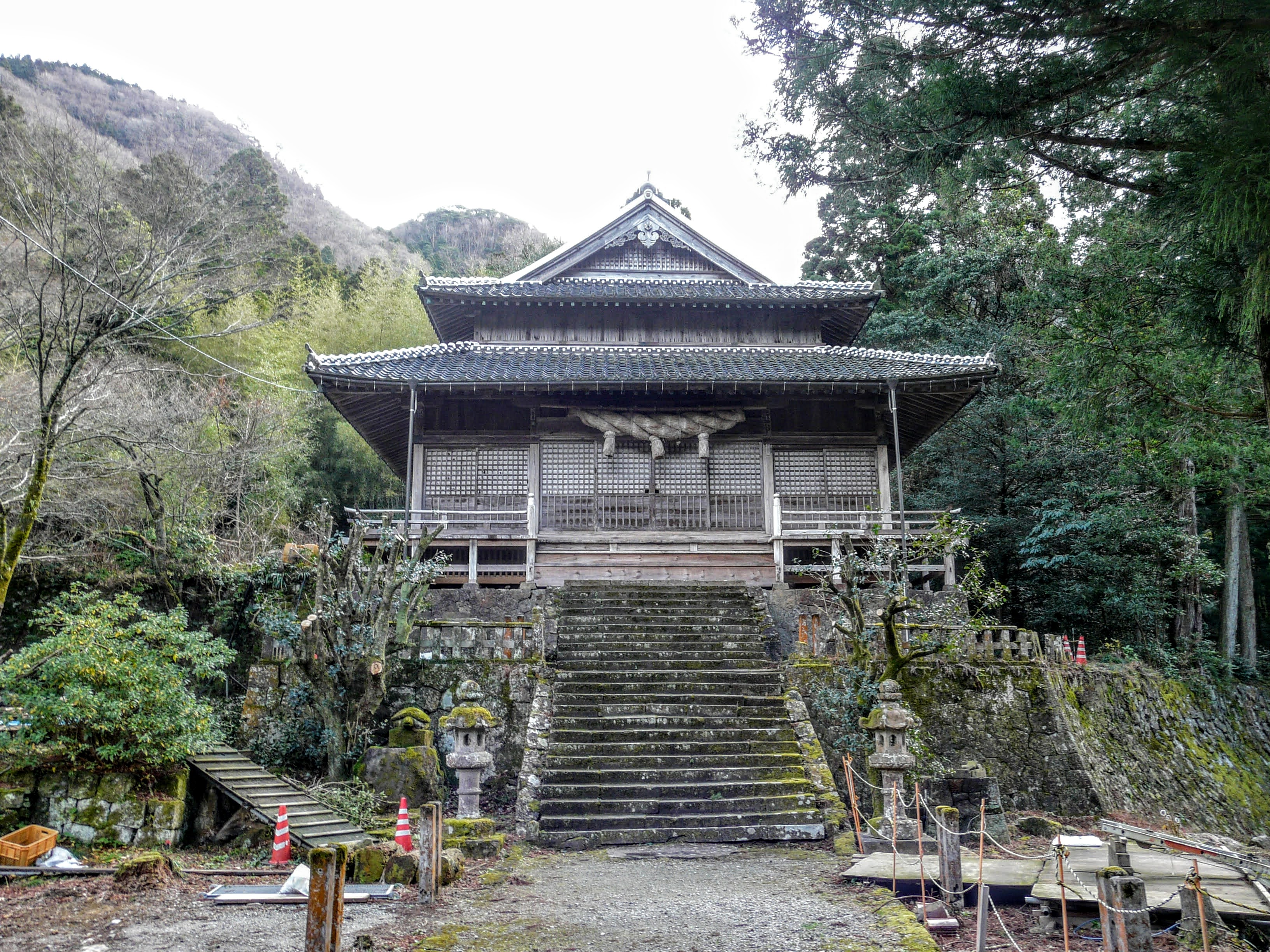
拝殿
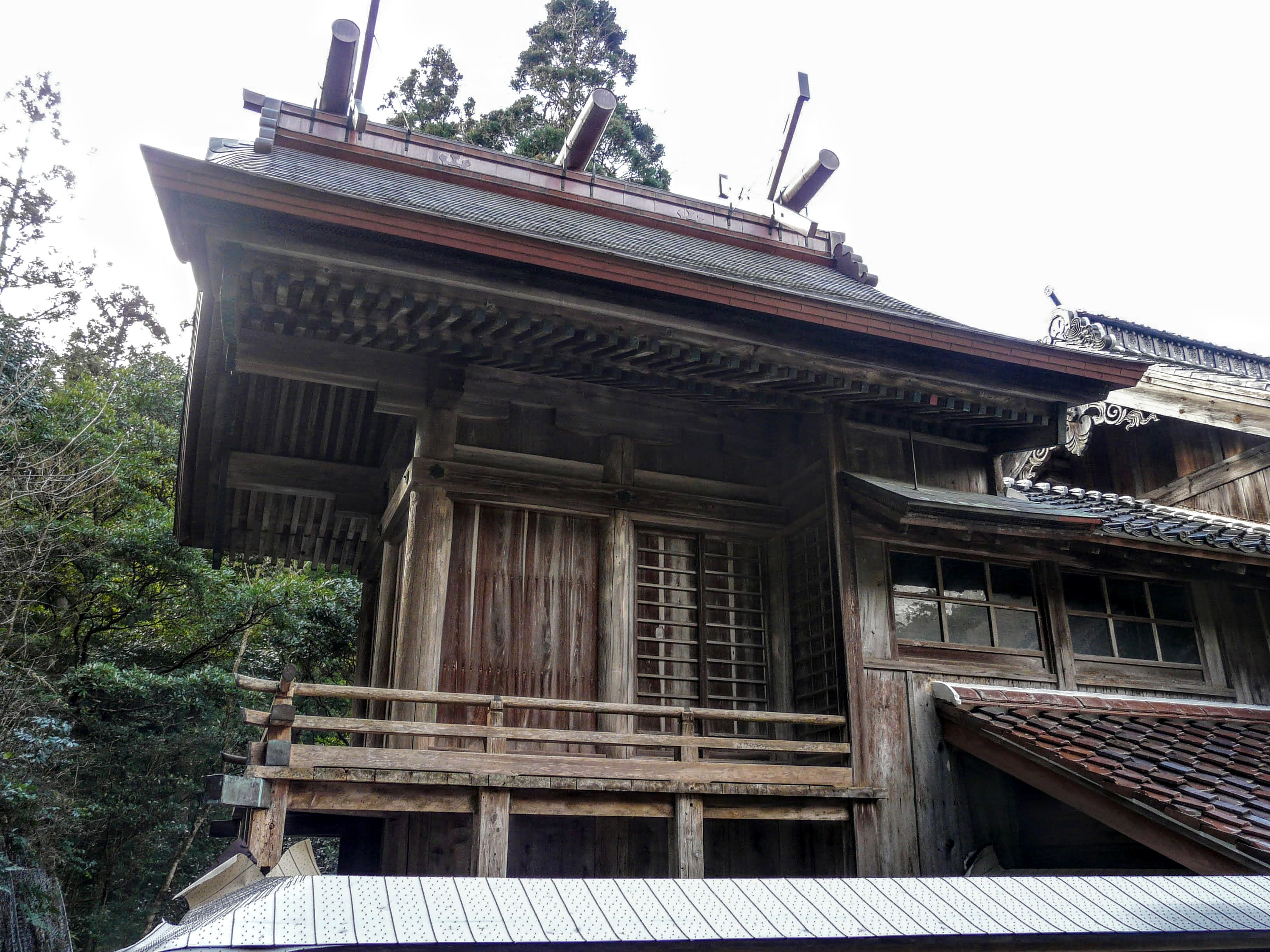
本殿
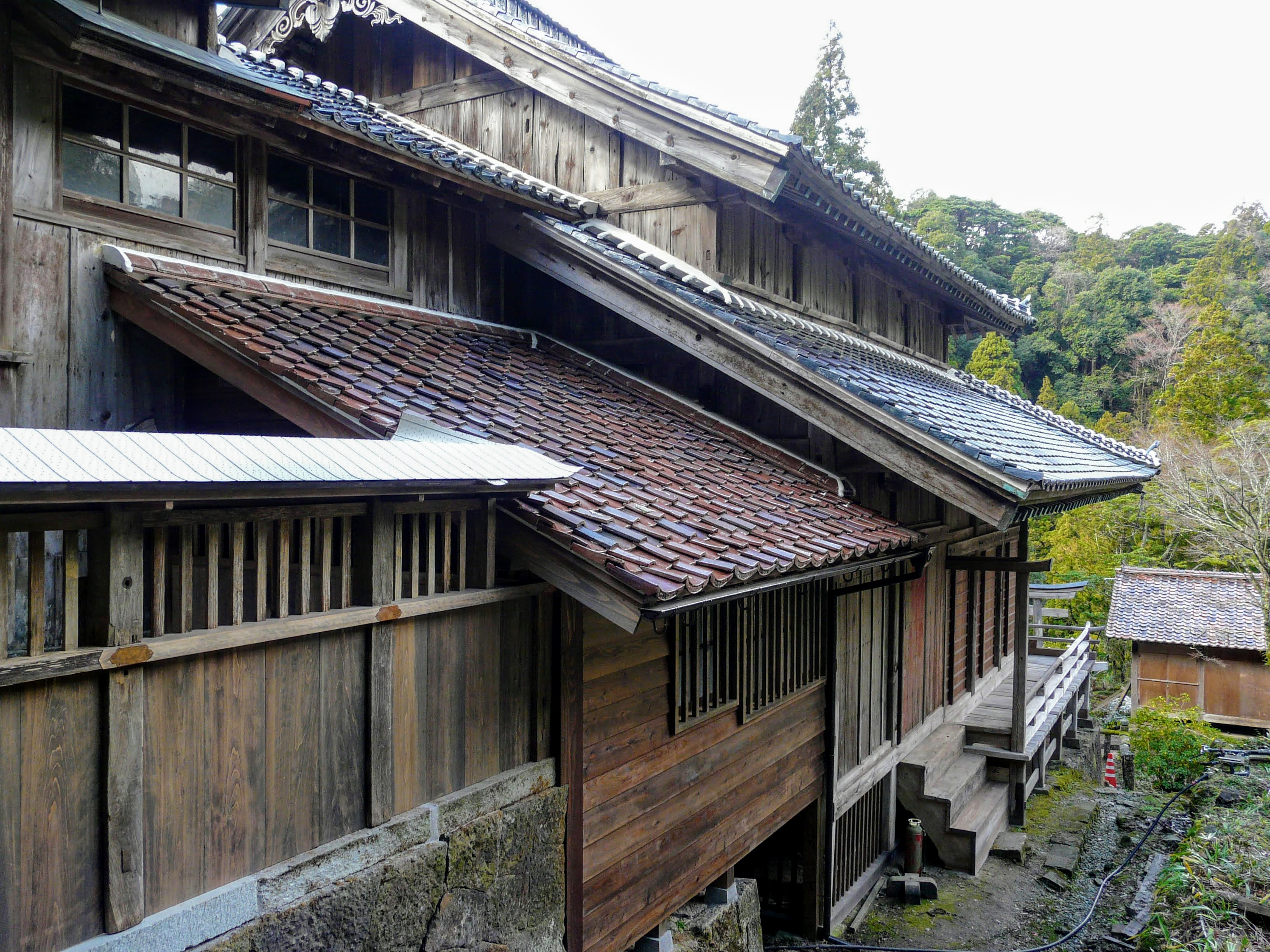
本殿側方から見た拝殿